# Мороз Олександр Васильович
Олександр Васильович Мороз (нар. 5 квітня 1952, Сталіно, УРСР) — радянський футболіст, нападник.

## Кар'єра гравця
Вихованець донецького футболу, виступав у дублюючому складі «Шахтаря» (9 голів у сезоні 1971 року), після чого був запрошений у ворошиловградську «Зорю». Провівши сезон 1974 року в дублі команди (і забив 7 голів), 12 квітня 1975 року дебютував за основний склад у матчі вищої ліги чемпіонату СРСР проти київського «Динамо», на 70-й хвилині вийшовши на заміну замість Віктора Стульчина. Усього за «Зорю» провів 2 матчі. Не маючи можливості закріпитися в основі ворошиловградської команди, другу половину сезону 1975 року провів у кіровоградській «Зірці». У тому ж році разом з командою став володарем Кубка УРСР, забивши вирішальний м'яч у другому фінальному поєдинку в ворота сімферопольської «Таврії». У наступному сезоні перейшов у горлівський «Шахтар», з яким також дійшов до фіналу Кубка УРСР, але там команда поступилася київському СКА. За Горлівську команду виступав протягом трьох сезонів, після чого перейшов у чернівецьку «Буковину», де й завершив кар'єру, зігравши за клуб понад 100 матчів. По завершенні виступів грав за аматорський «Віброприлад» з Кишинева. Потім став дитячим футбольним тренером.

## Стиль гри
Високий, фактурний, цілеспрямований нападник, але дуже часто перетримував м'яч. Добре грав головою. Володів гарним чуттям голу й дистанційною швидкістю.

## Досягнення
- Чемпіонат УРСР
  -  Срібний призер (1): 1980

- Кубок УРСР
  -  Володар (1): 1975
  -  Фіналіст (1): 1976